# Banksia ser. Crocinae
Banksia ser. Crocinae es una serie taxonómica  en el género Banksia. Se compone de cuatro especies estrechamente relacionadas, todas las cuales son endémicas de Australia Occidental. La serie fue publicada por primera vez por Alex George en 1981, pero descartado por Kevin Thiele y Pauline Ladiges en 1996, y finalmente reinstalada por George en 1999. Recientes análisis cladísticos sugieren que es monofilética o casi.

## Especies
- Banksia prionotes
- Banksia victoriae
- Banksia hookeriana
- Banksia burdettii